# Maki (sushi)

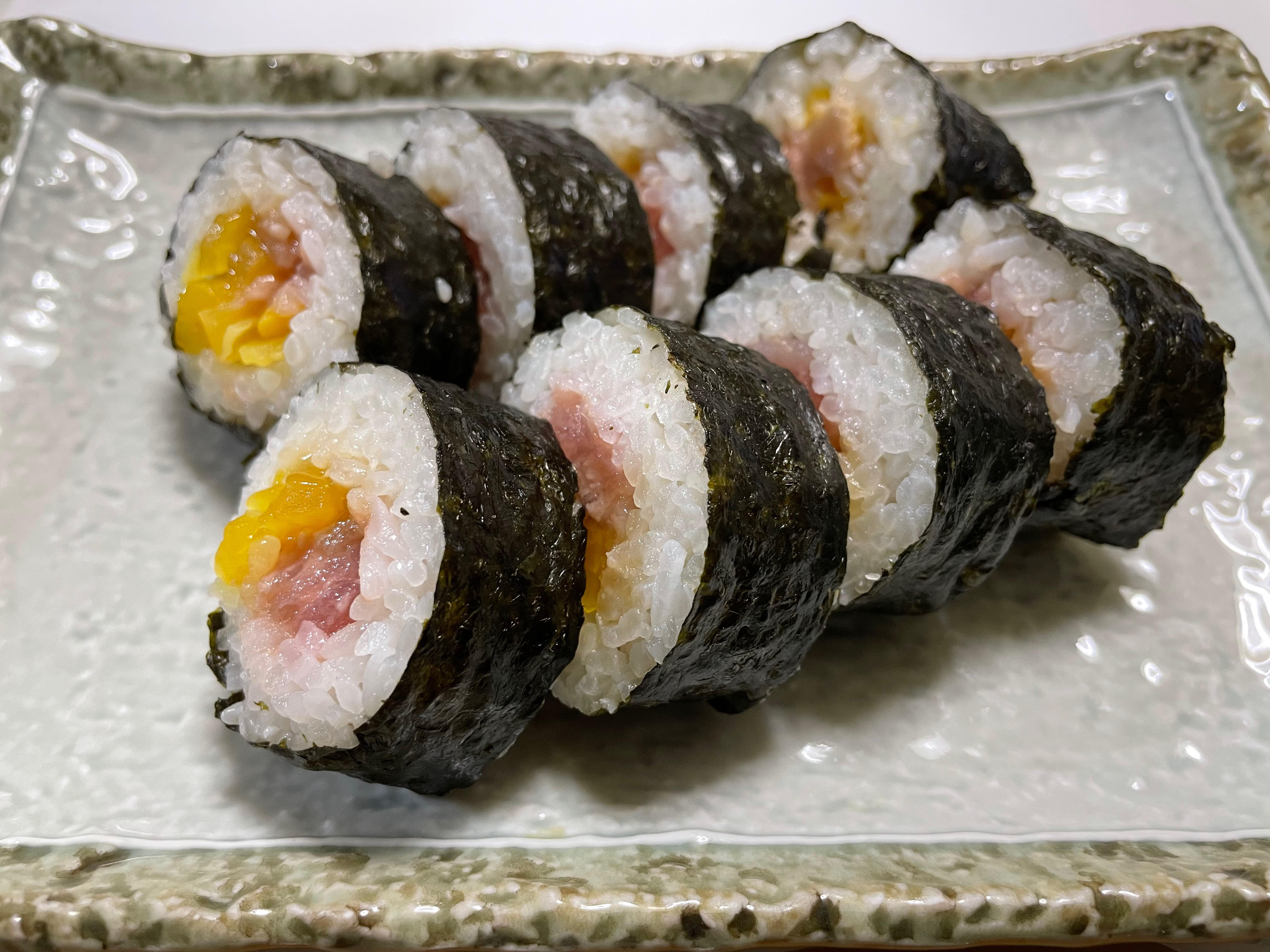
Maki

Maki is een Japans gerecht dat behoort bij de verschillende types sushi. Maki wordt gemaakt door witte rijst op te rollen in een dun vel nori (gedroogd zeewier), met behulp van een bamboemat. De rijst wordt daarvoor eerst gemengd met zoete rijstazijn. De rol wordt gevuld met verschillende voedingsmiddelen, zoals rauwe vis of groente. Net als andere sushi wordt het bij de maaltijd eerst in sojasaus gedompeld, waarbij er eventueel wat wasabi-pasta wordt toegevoegd.
Naast de maki waarbij het zeewier in een rol om de rijst heen zit, bestaan er nog twee varianten:
- Ura maki (裏巻) : Omgekeerde maki. Het zeewier zit aan de binnenkant van de rol
- Temaki (手巻), het zeewier is gevormd als een hoorntje, waarbinnen de rijst en vulling zitten.

In Japan wordt sushi steeds minder thuis gemaakt, en wordt het vaak in restaurants gegeten of afgehaald.

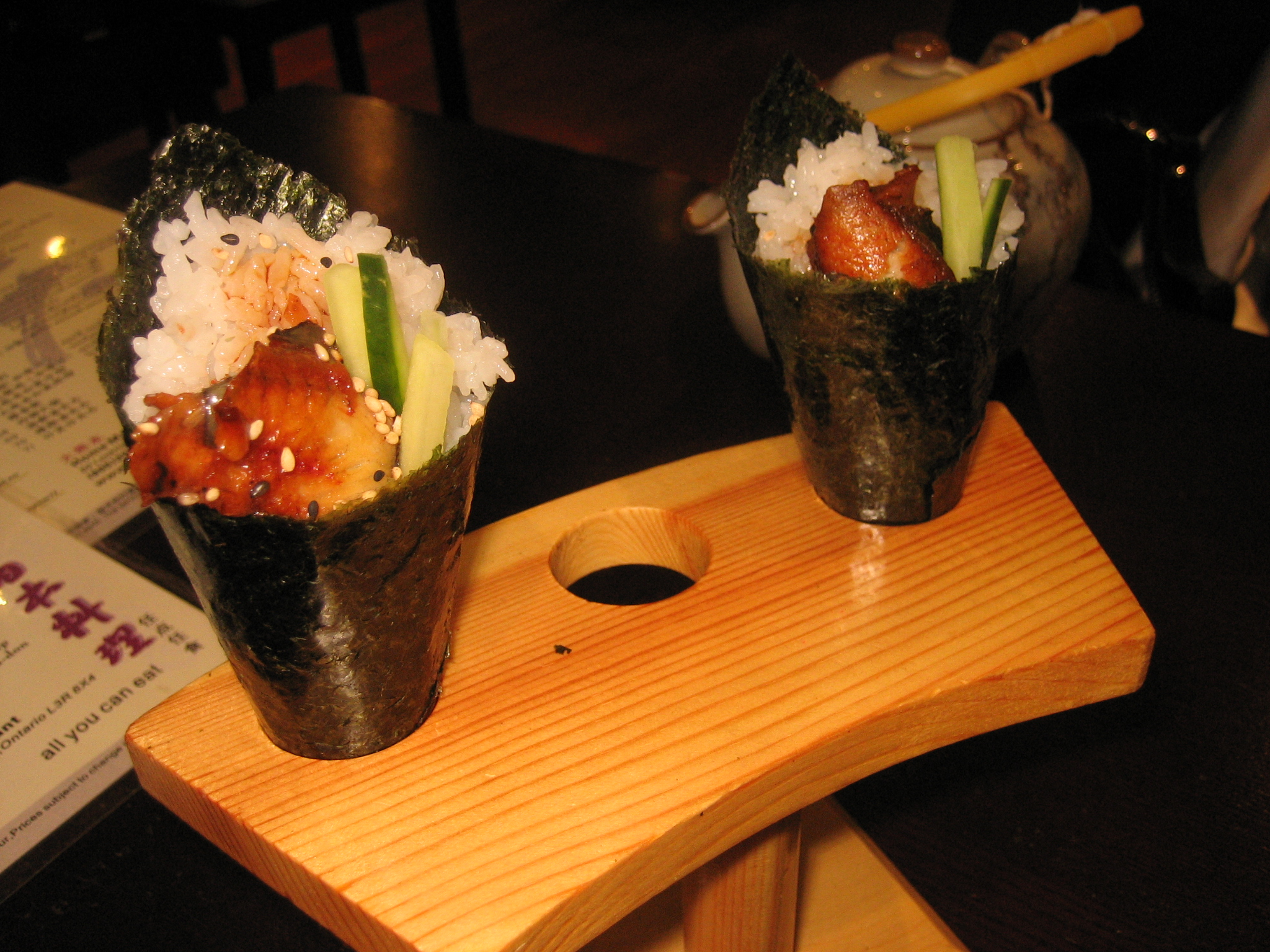
Temaki met paling

Maki worden net als ander Japans eten met eetstokjes gegeten.

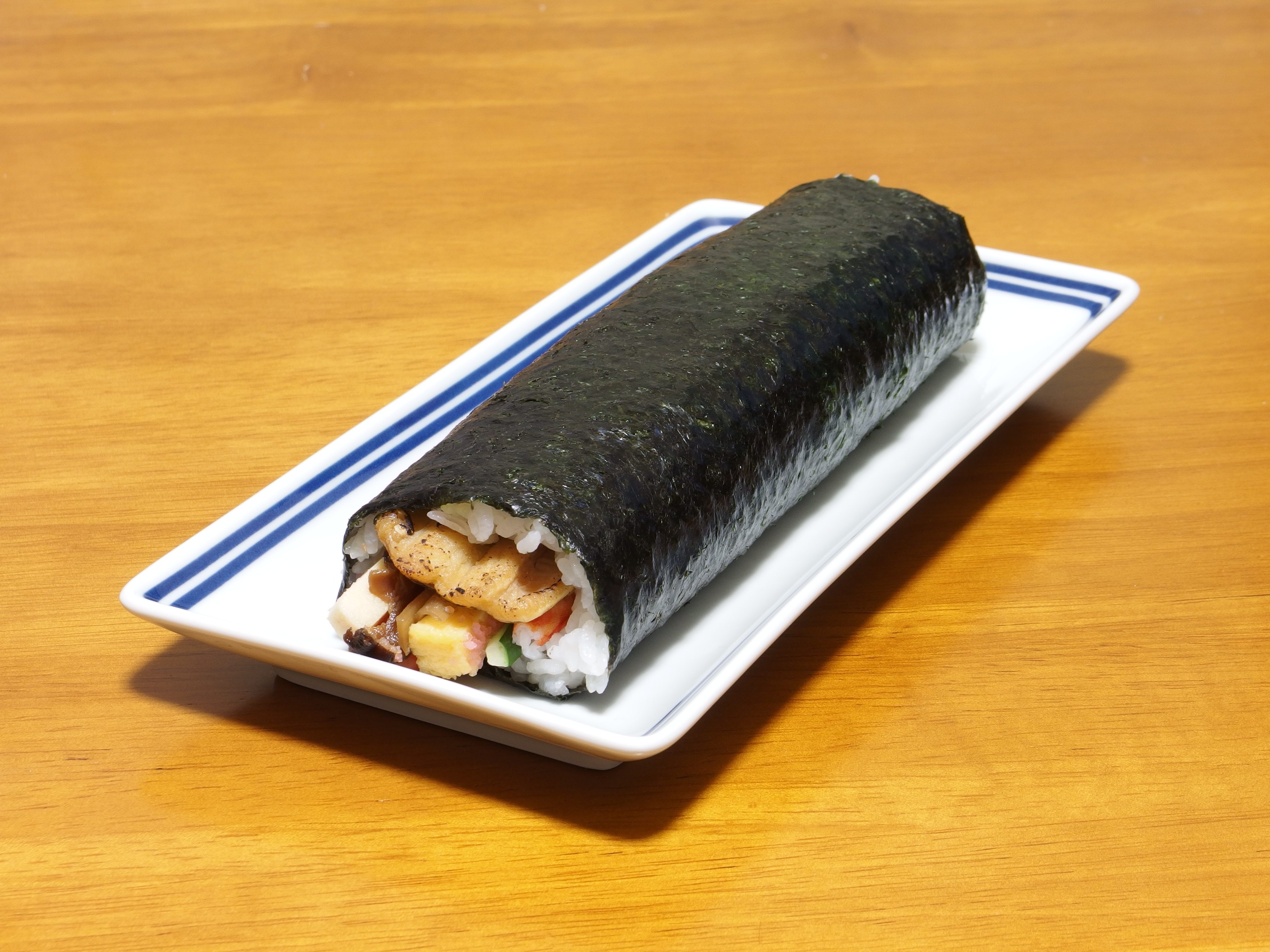
Een maki rol voordat deze in schijven wordt gesneden

## Spelling
In de schrijfwijze rōmaji wordt de naam van het gerecht met een z gespeld (dus makizushi), omdat Japanners de beginklank van sushi in die samenstelling stemhebbend uitspreken. Makizushi-varianten van westerse oorsprong worden  geschreven in katakana. 

## Grootte
Maki worden gemaakt in verschillende groottes:
- Hoso maki (細巻) : diameter 2 à 3 cm.
- Naka maki (中巻) : diameter 3 à 4 cm.
- Futo maki (太巻) : diameter 4 à 6 cm.

## Oorspronkelijke Japanse maki

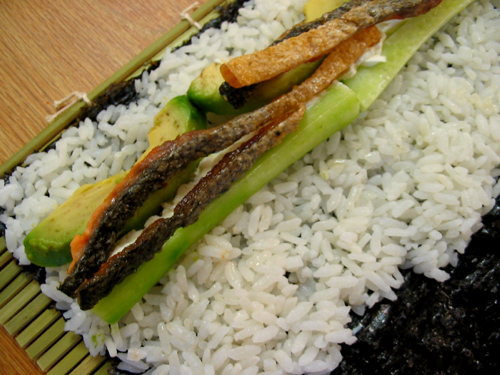
Bereiding van makizushi.

| 赤茄子巻               | met tomaat |
| アーティチョーク巻     | met artisjok |
| アボカド巻             | met avocado |
| 河童巻 of かっぱ巻     | met komkommer; De naam is een verwijzing naar de kappa, een mythologisch wezen, dat dol is op deze groente uit de komkommerfamilie |
| からしな巻 of 芥子菜巻 | met bruine mosterdblaadjes (karashi)                                                                                               |
| キムチ巻               | met beschut gimchi [Chinese kool die op Koreaanse wijze is ingelegd met chilipeper]                                                |
| 納豆巻                 | met natt (Japanse gefermenteerde sojabonen)                                                                                        |
| お新香巻               | met ingelegde radijs |
| 椎茸巻 of シイタケ巻   | met shiitake (een paddenstoel van Chinese oorsprong, met een sterke geur)                                                          |
| 竹の子巻き             | met bamboescheuten |
| 玉子巻                 | met omelet |
| 焼き赤ピーマン巻       | met geroosterde rode paprika |
| 焼き黄ピーマン巻       | met gegrilde gele paprika |
| 焼き茄子巻             | met gegrilde aubergine |
| ズッキーニ巻           | met courgette |

| Ebi maki             | 海老巻     | met garnalen                     |
| hamachi maki         | はまち巻   | amberjack                        |
| Hotategi maki        | 帆立偽巻   | in de schelp                     |
| Katakuchiiwashi maki | 片口鰯巻   | met ansjovis                     |
| Sappa maki           | さっぱ巻   | met sardientjes                  |
| suzuki maki          | スズキ巻   | aan de bar (of wolf )            |
| sake maki            |            | met zalm                         |
| tai maki             |            | met goudbrasem                   |
| tekka maki           | 鉄火巻     | met tonijn                       |
| Tsunamayo maki       | ツナマヨ巻 | met tonijn uit blik en mayonaise |
| unagi maki           |            | met paling                       |

## Maki van westerse oorsprong
Rond 1910 werd in Japan makizushi geïntroduceerd die gemaakt was met ham. In de jaren 1970 was sushi een rage aan de westkust van de Verenigde Staten van Amerika. Daar ontstonden de "Californische rollen." In 1975 werden in een boek over sushi-technieken meer dan honderd soorten ingrediënten aan het traditionele sushi-recept toegevoegd, waaronder kaviaar, boleten, kreeft, nattō en een waterplant met de naam brasenia (junsai in het Japans).
Men vindt deze westerse maki-vormen in de eenentwintigste eeuw in sushiwinkels en sushirestaurants. De zaken die zich beperken tot de klassieke recepten zijn  meestal high-end en zijn dan ook vaak duur. 
| Japanse naam           | vertaling          | ingrediënten |
| ---------------------- | ------------------ | --- |
| カリフォルニアロール   | Californië rol     | Een futomaki van Californische oorsprong, met voornamelijk avocado, surimi, komkommer, shishamo (Spirinchus lanceolatus), hirame, witte sesamzaadjes. |
| レインボーロール       | regenboog rol      | tonijn, zalm, witvis (witte tonijn, heilbot, enz) met garnalen, kreeft, avocado, etc                                                                  |
| キャタピラ・ロール     | rupsrol            | avocado, kabayakisaus |
| アラスカロール         | Alaska broodje     | krab, zalm, avocado |
| B.C.ロール             | Brits-Columbia rol | gegrilde zalm en komkommer, zoete saus, gemaakt door chef-kok Hidekazu Tojo                                                                           |
| ファイアー・ロール     | rol van vuur       | avocado, garnaal, tonijn |
| ダイナマイト・ロール   | dynamietrol        | tempura, masago, groenten (radijs, avocado, komkommer etc)                                                                                            |
| スパイシーツナ・ロール | pittige tonijn rol | tonijn, chilipeper |